# قيصر فرح
قيصر فرح (13 مارس 1929 - 26 نوفمبر 2009) هو فيلسوف ومؤرخ أمريكي، كان أستاذًا للتاريخ في جامعة مينيسوتا.

## حياته ومسيرته
ولد فرح في بورتلاند، أوريغون، حاصل على شهادة البكالوريوس من جامعة ستانفورد عام 1952، حاصل على شهادة الماجستير من جامعة برينستون عام 1955 والدكتوراه عام 1957. شغل منصب مسؤول الشؤون الثقافية في نيودلهي وكراتشي، ثم بدأ حياته التدريسية في كلية بورتلاند الحكومية من 1959 إلى 1963، حيث قام بتدريس التاريخ ولغات الشرق الأدنى، درسَ في كلية ولاية لوس أنجلوس من عام 1963 إلى 1964، ثم أصبح أستاذًا مشاركًا للغة وآداب الشرق الأدنى في جامعة إنديانا في بلومنجتون بين عامي 1964 - 1969، انضم إلى هيئة التدريس في جامعة منيسوتا كأستاذ لدراسات الشرق الأوسط عام 1969، وبقي هناك حتى تقاعده عام 2008.

## مؤلفاته
1. Arab's journey to colonial Spanish America the travels of Elias al-Mûsili in the seventeenth century
2. Arabs and Ottomans a checkered relationship
3. Decision making and change in the Ottoman empire
4. Islam: beliefs and observances
5. politics of interventionism in Ottoman Lebanon, 1830-1861
6. Sultan's Yemen nineteenth-century challenges to Ottoman rule
7. The Arab lands in the Ottoman era
8. The dhayl in medieval Arabic historiography
9. The eternal message of Muhammad
10. The Ottoman forts and castles of Yemen: a photographic and architectural analysis
11. The problem of the Ottoman administration in the Lebanon, 1840-1861, 1958.
12. Three studies on national integration in the Arab world.
13. السلطان عبد الحميد الثاني والعالم الاسلامي
14. المستفاد من ذيل تاريخ بغداد.
15. تاريخ بغداد: أو مدينة السلام.
16. رسالة محمد الخالدة.